# Opopaea suspecta
Opopaea suspecta är en spindelart som beskrevs av Michael Ilmari Saaristo 2002. Opopaea suspecta ingår i släktet Opopaea och familjen dansspindlar.
Artens utbredningsområde är Seychellerna. Inga underarter finns listade i Catalogue of Life.